# 젠코지

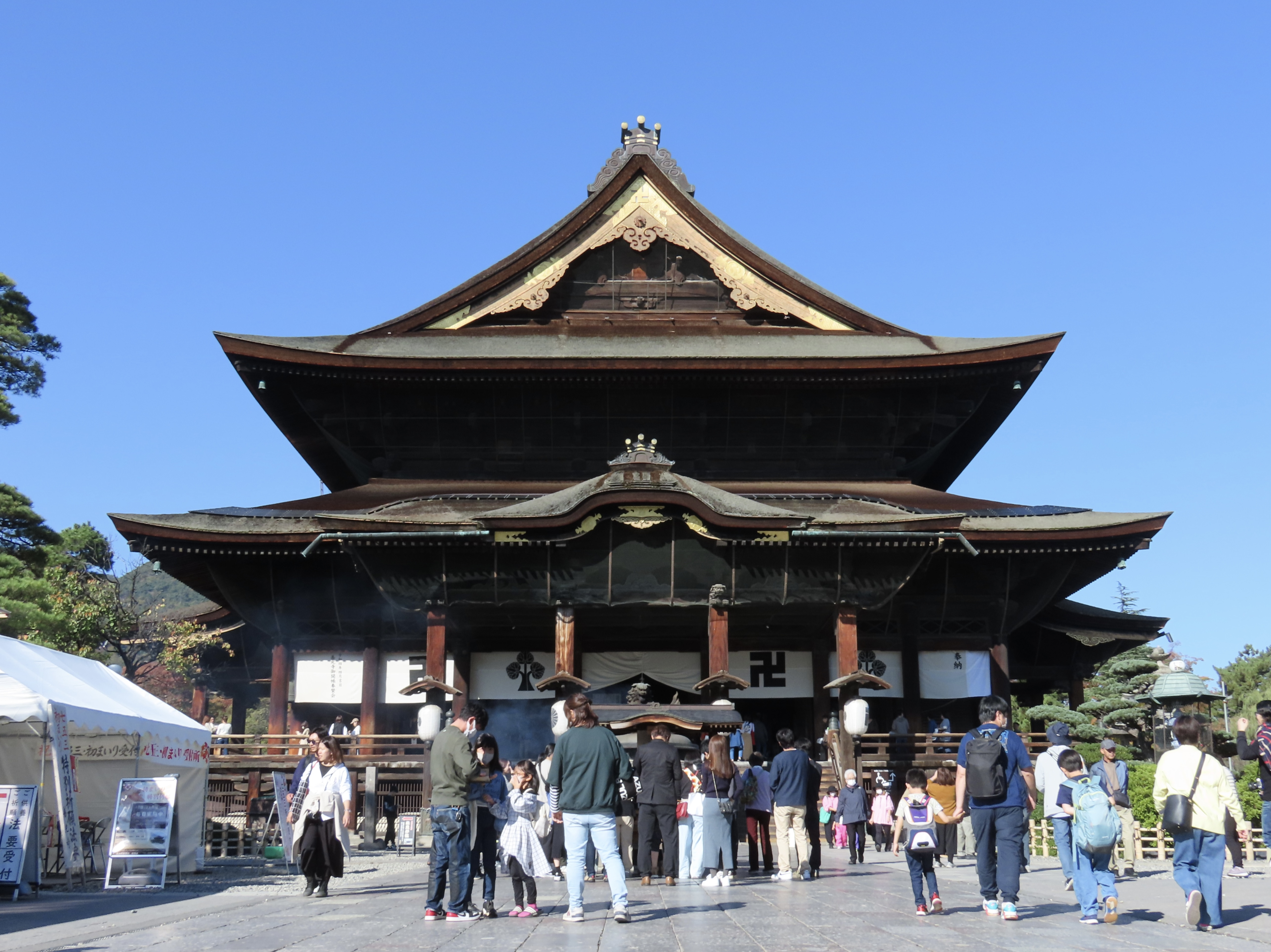
젠코지

젠코지(善光寺)는 일본 나가노현 나가노시 모토요시초에 있는 무종파의 단립 불교 사원이다.